# Kristi Leskinen
Kristi Leskinen (ur. 10 lutego 1981 w Uniontown) – amerykańska narciarka, specjalistka narciarstwa dowolnego. Jej największym sukcesem jest srebrny medal w half-pipe'ie wywalczony na mistrzostwach świata w Ruka. Jak dotąd nie startowała na igrzyskach olimpijskich.

## Osiągnięcia

### Mistrzostwa świata
| Miejsce | Dzień    | Rok  | Miejscowość | Konkurencja | Zwycięzca   |
| ------- | -------- | ---- | ----------- | ----------- | ----------- |
| 2.      | 17 marca | 2005 | Ruka        | Halfpipe    | Sarah Burke |